# Back to the Future: The Musical
Back to the Future: The Musical est une comédie musicale avec de la musique et des paroles d'Alan Silvestri et Glen Ballard et un livret de Bob Gale. Il est adapté du film Retour vers le futur de 1985 de Robert Zemeckis et Gale. Le spectacle présente de la musique originale, ainsi que des chansons présentées dans le film (The Power of Love, Earth Angel, Johnny B. Goode et Back in Time).
La comédie musicale devait initialement être créée dans le West End de Londres en 2015, l'année où les personnages de la trilogie cinématographique ont voyagé dans la deuxième partie. Cependant, le réalisateur original Jamie Lloyd a quitté la production en 2014 en invoquant des « différents créatifs » avec Zemeckis, entraînant un retard dans la production. La comédie musicale a finalement fait sa première à la Manchester Opera House en février 2020, avant un transfert dans le West End en 2021. Il mettait en vedette Olly Dobson dans le rôle de Marty McFly et Roger Bart dans le rôle de "Doc" Brown. La production a reçu des critiques positives à Londres et a remporté le Laurence Olivier Award de la meilleure nouvelle comédie musicale en 2022.
La comédie musicale commence les avant-premières à Broadway le 30 juin 2023 et débute le 3 août 2023. Bart reprend son rôle et Casey Likes joue Marty.

## Contexte
Le film et ses deux suites ont été des succès, rapportant plus de 936 millions de dollars au box-office. En Angleterre, la popularité du film Retour vers le futur a été renforcée par ses rediffusions à Noël ou le lendemain de Noël pendant plusieurs années à partir de 1988.
Lors d'une convention DeLorean en 2004, Bob Gale déclare qu'il est intéressé par l'adaptation de Retour vers le futur pour Broadway. En 2012, une adaptation musicale du film Retour vers le futur de 1985 commence le développement menant à l'exploration d'une adaptation. Des ateliers pour la comédie musicale ont eu lieu en 2014, en juillet à Londres et le mois suivant à Los Angeles, avec l'intention d'ouvrir le spectacle dans le West End en 2015, à temps pour le 30e anniversaire du film.
Jamie Lloyd est initialement engagé pour mettre en scène la production, mais il se retire du projet en septembre 2014 après les ateliers, invoquant des différences créatives. Bob Gale précise plus tard que ces différences créatives portaient sur la question de savoir si le personnage de Biff devait chanter : « Lloyd pensait qu'un méchant serait encore plus méchant s'il ne chantait pas. Pour moi, c'était la rupture. On s'attendait à ce que le retrait de Lloyd de la production retarde la première jusqu'en 2016 au moins et un nouveau metteur en scène a été recherché »,. Pendant le retard, plusieurs autres ont quitté l'équipe créative d'origine, dont Soutra Gilmour comme scénographe et Jon Clark comme concepteur d'éclairage,,,.

## Synopsis

### Acte I
À Hill Valley, Californie, le 25 octobre 1985 (« Overture»), Marty McFly visite la maison du scientifique Dr Emmett « Doc » Brown et trouve un message préenregistré, diffusé sur un grand amplificateur, demandant à Marty de le rencontrer sur le parking du centre commercial Twin Pines plus tard après minuit. Après avoir détruit l'amplificateur en jouant de sa guitare électrique, Marty se promène dans la ville et rêve de devenir un artiste rock à succès, tandis qu'un homme nommé Goldie Wilson se présente à la mairie ("It's Only a Matter of Time").
Lorsque l'audition du groupe de Marty est rejetée ("Got No Future"), la petite amie de Marty, Jennifer Parker, le réconforte ("Wherever We're Going"), mais ils sont interrompus par une collecte de fonds pour la restauration de la tour de l'horloge de la ville, qui a été endommagée par éclair en 1955. Marty, avec un dépliant sur la tour de l'horloge à la main, rentre chez lui et trouve son père George harcelé par son patron, Biff Tannen. George décourage Marty de poursuivre de grands rêves, son frère Dave explique son travail dans un restaurant de hamburgers et sa mère, Lorraine McFly, décourage sa sœur, Linda, d'avoir un petit ami et raconte comment elle a rencontré George pour la première fois et l'a embrassé lors d'un bal à l'école. Marty déplore l'état de sa famille ("Hello, Is Anybody Home?").
Sur le parking du Twin Pines Mall, Marty rencontre Doc qui dévoile une machine à voyager dans le temps fabriquée à partir d'une DeLorean et explique comment il l'a construite ("It Works"). Cependant, en raison d'une protection inadéquate lors du chargement du plutonium dans le réacteur de la voiture, Doc est atteint d'un empoisonnement aigu aux radiations et commence à mourir. Marty saute dans la voiture pour demander de l'aide médicale, mais accélère accidentellement à 142 km/h, le renvoyant dans le temps jusqu'au jour où Doc a conceptualisé le voyage dans le temps en 1955. Abandonnant la voiture dans une grange, Marty se dirige vers le place de la ville où les citoyens de Hill Valley célèbrent la ville ("Cake"). Marty voit son père adolescent menacé par Biff et son gang ("Got No Future" (reprise)) et lui dit de se défendre. Lorsqu'il révèle accidentellement que Goldie, alors employé du restaurant, deviendra maire de Hill Valley, Goldie est inspiré et encourage George à augmenter également son estime de soi ("Gotta Start Somewhere"). Marty trouve plus tard George en train d'espionner l'adolescente Lorraine depuis un arbre ("My Myopia"), mais perd connaissance lorsque George tombe. Quelques heures plus tard, Marty se réveille dans la chambre de Lorraine. Lorraine tombe amoureuse de Marty qui tente de repousser ses avances ("Pretty Baby").
Marty se rend chez Doc et convainc un jeune Doc qu'il est venu de 1985 en révélant ses connaissances sur le condensateur de flux de Doc. En trouvant la voiture, Doc craint que Marty ne soit coincé pour toujours en 1955. Alors que Marty désespère ("Future Boy"), Doc déclare qu'un éclair pourrait alimenter la machine à voyager dans le temps et que lui et Marty utilisent les informations contenues dans le dépliant de Marty pour utiliser l'éclair. Marty révèle qu'il a rencontré ses deux parents lorsque Doc le met en garde contre toute rencontre dans l'histoire, ce qui a amené Doc à lui demander d'amener George à rencontrer Lorraine. Le lendemain, à Hill Valley High School ("Hill Valley High School Fight Song"), Doc et Marty infiltrent l'école, Marty encourageant George à demander à Lorraine de la rejoindre pour le prochain bal de l'école. George essaie de suivre les conseils de Marty, mais se heurte à Biff, forçant Marty à intervenir. Alors que Marty et George sont poursuivis tout autour du campus, Lorraine parle à ses amis du garçon dont elle s'occupait, tandis que Biff et sa bande entendent des rumeurs sur Marty et complotent pour se débarrasser de lui et Marty lui-même repousse Biff, intimidant par inadvertance Lorraine davantage ("Something About That Boy").

### Acte II
Doc Brown rêve des avancées sociales, technologiques, économiques et politiques du futur ("21st Century"), se réveillant alors que Lorraine invite Marty au bal de l'école auquel Marty accepte à contrecœur ("Something About That Boy" (reprise)). Marty rend visite à George pour renforcer sa confiance en lui et ses capacités de danse en vue du bal ("Put Your Mind to It").
Tout en envisageant d'utiliser un fil partant de la tour de l'horloge pour envoyer la foudre à la DeLorean, Doc se tourne vers les scientifiques à travers l'histoire, aspirant à être célèbre tout en notant ceux qui ne parviennent pas à atteindre leurs objectifs malgré tous leurs efforts ("For the Dreamers"). Pendant ce temps, Biff et sa bande apprennent la présence de Marty au prochain bal et complotent pour le battre ("Teach Him a Lesson"). Le soir du bal, Doc remercie Marty de lui avoir donné de l'espoir pour son avenir, mais Marty écrit secrètement une lettre pour l'avertir de sa mort en 1985, bien qu'il ait été averti du préjudice lié à la divulgation d'événements futurs. Marty réfléchit également à sa seule chance de revenir, tout en pensant à Jennifer en 1985 pour s'inspirer ("Only a Matter of Time" (reprise)).
Pendant le bal de l'école ("Deep Divin'"), Lorraine s'avance vers Marty ("Pretty Baby" (reprise)) avant que Biff ne l'enferme dans une benne à ordures à proximité et n'attaque Lorraine. Biff domine George qui arrive, mais George le bat d'un seul coup. Alors que George escorte une Lorraine reconnaissante au bal, le chanteur Marvin Berry et son groupe, lors d'une pause cigarette, libèrent Marty de la benne à ordures, mais les doigts de Marvin sont accidentellement coincés par le couvercle qui se ferme. Sachant que la musique sera nécessaire pour que George et Lorraine s'embrassent, Marty se porte volontaire pour jouer de la guitare à la place. Le groupe joue "Earth Angel" pendant que George et Lorraine s'embrassent, sauvant ainsi l'existence de Marty. À la demande de Marvin pour une autre chanson, Marty interprète "Johnny B. Goode", mais son solo de guitare étourdit la foule.
Après avoir fait ses adieux à George et Lorraine, Marty quitte le bal pour rencontrer Doc qui explique que des vents violents ont déconnecté les câbles supérieurs et qu'il devrait les rebrancher malgré son vertige. Marty donne sa lettre à Doc qui la détruit, inquiet des conséquences. Doc affronte sa peur et la tempête pour connecter les fils ("For the Dreamers" (reprise)) pendant que Marty conduit la DeLorean, insère le crochet électrique et accélère à 88 miles par heure alors que la foudre frappe et le renvoie au 26 octobre 1985. Cependant, à son arrivée, la voiture s'arrête avant que Marty ne puisse continuer à se rendre à l'hôpital pour sauver Doc. Alors que Marty pleure de ne pas avoir réussi à sauver Doc, Doc apparaît, révélant qu'il a reconstitué la lettre et qu'il portait une meilleure combinaison de protection. Il remercie Marty et lui dit au revoir avant de partir vers le futur dans la DeLorean pendant que Marty dort sur la place du palais de justice.
Au réveil le lendemain matin, Marty découvre que son père est maintenant un auteur de science-fiction renommé avec une célébration annuelle qui porte son nom, que sa famille a plus de succès professionnellement et socialement et qu'un timide Biff est employé de George. Lors de la célébration, les McFly remettent à la ville un chèque pour restaurer la tour de l'horloge. Alors que Marty et son groupe interprètent "The Power of Love" et que toute la ville se joint à eux, Doc revient soudainement dans la DeLorean améliorée, insistant sur le fait que Marty l'accompagne pour voir l'avenir. Marty monte à bord et Doc fixe la date de destination de la voiture à l'heure et à la date exactes de la représentation actuelle du spectacle. La DeLorean décolle et survole le public, et vers le futur, alors que le rideau se ferme ("Finale").

## Productions

### Manchester (2020)
La comédie musicale commence les avant-premières le 20 février, avec une soirée d'ouverture le 11 mars 2020, cinq ans plus tard que prévu initialement, à la Manchester Opera House. La production est mise en scène par John Rando, avec une chorégraphie de Chris Bailey, la conception des décors et des costumes de Tim Hatley, la conception vidéo de Finn Ross, l'éclairage de Tim Lutkin et Hugh Vanstone, la conception sonore par Gareth Owen.
Quelques jours seulement après l'ouverture officielle, en raison de la pandémie de COVID-19, la Manchester Opera House ferme ses portes le 16 mars 2020. Le spectacle n'a rouvert qu'après son transfert dans le West End.

### West End (2021)

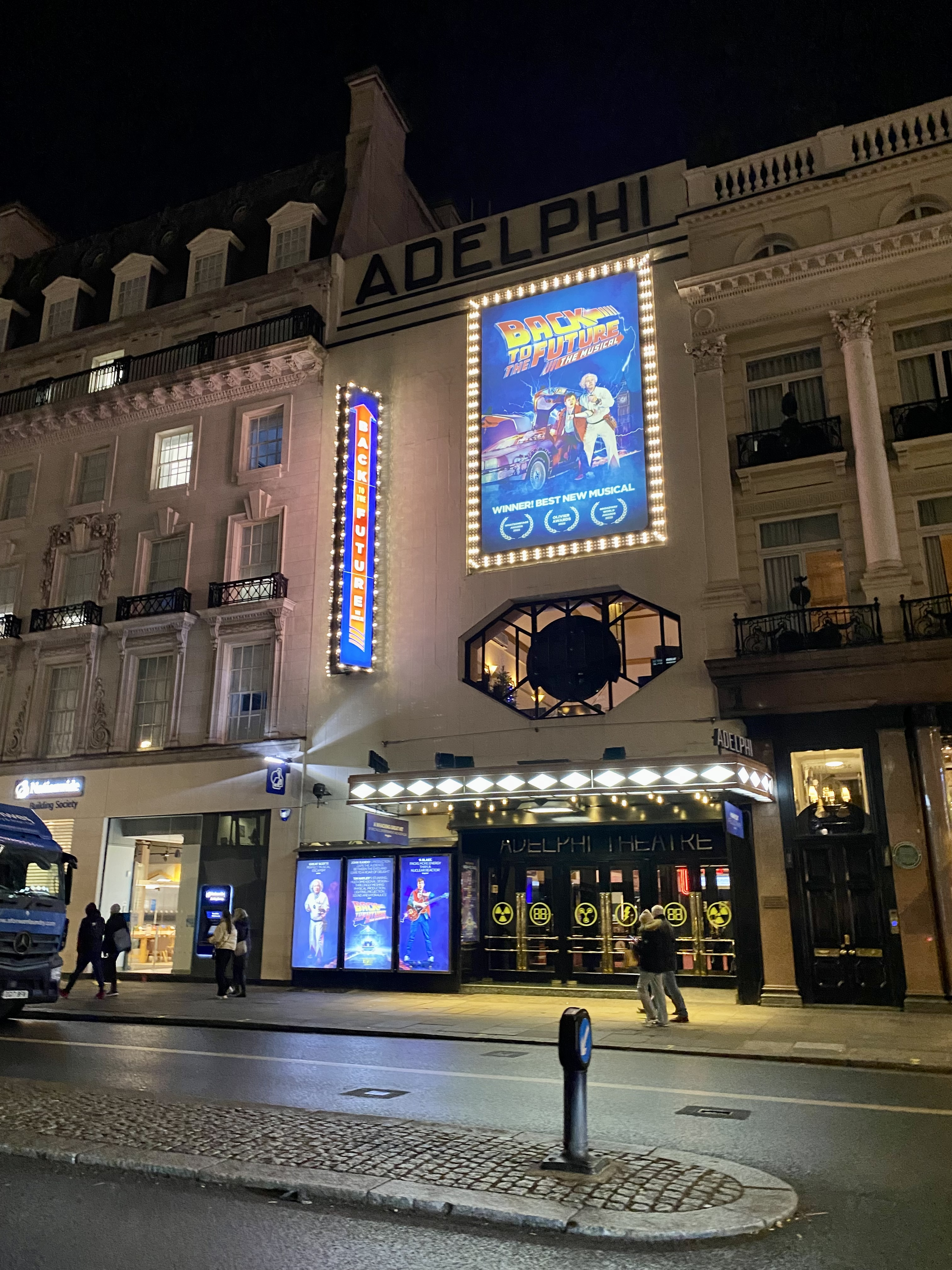
Back to the Future: The Musical au Adelphi Theatre en 2022.

La production est transférée au Adelphi Theatre dans le West End, où elle débute le 13 septembre 2021 avec la même distribution et la même équipe créative. En 2022, l'album original du casting sort. La production est nommée pour sept Laurence Olivier Awards cette année-là, dont celui de la meilleure nouvelle comédie musicale qu'elle remporte, ainsi que de la meilleure musique originale et de nouvelles orchestrations. L’opération doit se poursuivre au moins jusqu'en juillet 2024.

### Broadway (2023)

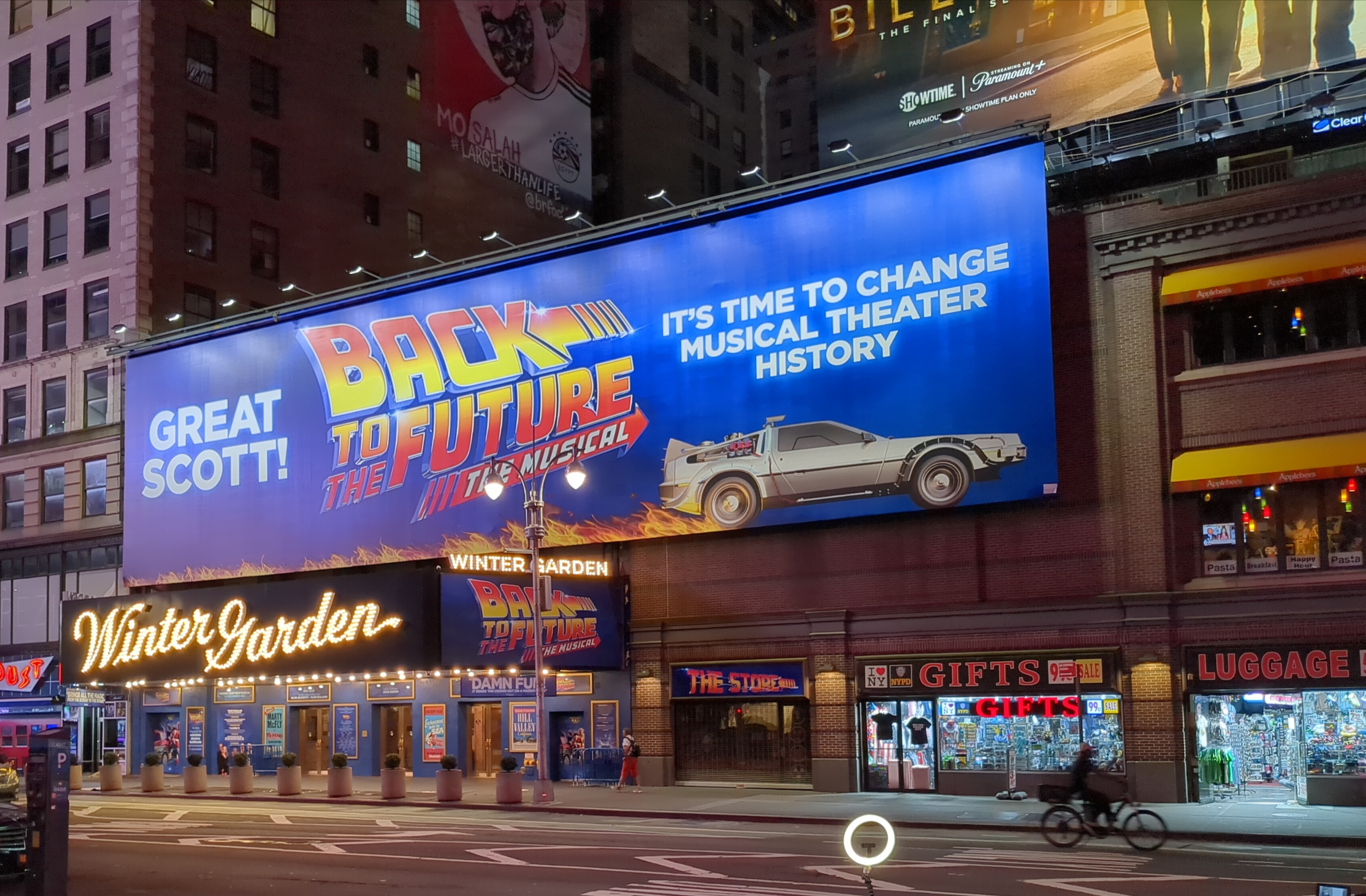
Back to the Future: The Musical au Winter Garden Theatre en 2023.

La comédie musicale commence ses avant-premières à Broadway le 30 juin 2023, au Winter Garden Theatre et est officiellement inaugurée le 3 août. La production a la même équipe créative que la production originale du West End. Roger Bart et Hugh Coles de la distribution originale de Londres reviennent respectivement dans les rôles de Doc Brown et George McFly, avec Casey Likes dans le rôle de Marty McFly ; le casting comprend également Merritt David Janes dans le rôle de Strickland, Liana Hunt dans le rôle de Lorraine, Jelani Remy dans le rôle de Goldie Wilson/Marvin Berry, Nathaniel Hackmann dans le rôle de Biff et Mikaela Secada dans le rôle de Jennifer.

### Tournée nord-américaine (2024)
Une tournée nord-américaine doit débuter au Playhouse Square de Cleveland, Ohio, en juin 2024, avec des avant-premières au Proctors Theatre de Schenectady, New York. Don Stephenson et Caden Brauch doivent prendre part à la tournée, respectivement en tant que Doc Brown et Marty McFly.

### Tokyo (2025)
Une production devrait débuter en avril 2025 au Shiki Theatre à Tokyo, au Japon.

## Numéros musicaux
| Acte 1 - "Overture" - "It's Only a Matter of Time" - Marty McFly, Goldie Wilson, Ensemble - "Audition/Got No Future" - Marty - "Wherever We're Going" - Jennifer Parker, Marty - "Hello – Is Anybody Home?" - Marty, George McFly, Dave McFly, Linda McFly, and Lorraine McFly - "It Works" - Dr. Emmett "Doc" Brown, Female Ensemble - "Cake" - Ensemble (Spokeswoman, Gas Station Attendants, Insulation Man, Farmer, Mayor Red Thomas) - "Got No Future" (reprise) - Marty # - "Good At Being Bad" - Biff Tannen % - "Gotta Start Somewhere" - Goldie Wilson, Ensemble - "My Myopia" - George - "Pretty Baby" - Lorraine and Girls - "Future Boy" - Marty, Doc, Ensemble - "Hill Valley High School Fight Song" - Ensemble # - "Something About That Boy" - Lorraine, Biff Tannen, 3D, Slick, Ensemble | Acte 2 - "21st Century" - Doc, Ensemble - "Something About That Boy" (reprise) - Lorraine # - "Put Your Mind to It" - Marty, George, Ensemble - "For the Dreamers" - Doc - "Teach Him a Lesson" - Biff, 3D, Slick - "The Letter/It's Only a Matter of Time" (reprise) - Marty, Jennifer - "Deep Divin'" - Marvin Berry, Ensemble - "Pretty Baby" (reprise) - Lorraine # - "Earth Angel" - Marvin, George, Lorraine, Ensemble - "Johnny B. Goode" - Marty, Ensemble - "The Clocktower/For the Dreamers" (reprise) - Doc - "The Power of Love" - Marty, Jennifer, Goldie Wilson, Company - "Doc Returns/Finale: It's Only a Matter of Time" (instrumental reprise) - Full Company - "Back in Time" - Marty, Doc, Company |

# Non inclus dans l'enregistrement de la distribution originale
% Chanson coupée de la production originale du West End

## Enregistrement
Le site Web du spectacle Retour vers le futur annonce le 21 octobre 2020 qu'un enregistrement de la production West End sera publié par la marque Masterworks Broadway de Sony. L'annonce est accompagnée par la sortie de l'interprétation d'Olly Dobson de "Back in Time", qui figurait dans le premier film et sa bande originale, en plus de la piste originale "Put Your Mind to It". L'enregistrement du casting est sorti le 11 mars 2022.
Une édition de luxe de l'album d'enregistrement est sortie le 20 octobre 2023. Cet album comprend un deuxième disque de 13 versions démo de chansons écrites pour la comédie musicale.

## Réception
The Guardian a rapporté que les fans de la franchise ont donné des critiques positives au test de Manchester, l'un d'eux commentant que c'est « un merveilleux hommage au film » et un autre que « les gens vont en parler pendant longtemps ». Le spectacle a reçu un accueil critique généralement positif lors de son ouverture dans le West End,,,,. La conception de la production a reçu des éloges généralisés et les performances de Bart, Dobson, Coles et Neal ont été évaluées positivement.
La production de Broadway a reçu des critiques plus mitigées. Frank Rizzo de Variety a écrit : « avec la rupture fréquente du quatrième mur et la traite de certains méta-moments, vous vous demandez quel est exactement le but de la série : une blague consciente pour les fans ou une aventure à sensations fortes avec sincérité ». Jesse Green du New York Times a déclaré : « bien que grand, il s'agit moins d'une nouvelle œuvre à grande échelle que d'un souvenir semi-opérable ». La plupart des éloges critiques ont été accordés aux aspects techniques, en particulier aux scènes mettant en vedette la DeLorean.

## Récompenses et nominations

### Original West End production
| Année | Récompense              | Catégorie                                                         | Nomination                                              | Résultat   |
| ----- | ----------------------- | ----------------------------------------------------------------- | ------------------------------------------------------- | ---------- |
| 2022  | Laurence Olivier Awards | Best New Musical                                                  | Best New Musical                                        | Lauréat    |
| 2022  | Laurence Olivier Awards | Best Original Score or New Orchestrations                         | Glen Ballard, Bryan Crook, Ethan Popp et Alan Silvestri | Nomination |
| 2022  | Laurence Olivier Awards | Best Actor in a Musical                                           | Olly Dobson                                             | Nomination |
| 2022  | Laurence Olivier Awards | Best Actor in a Supporting Role                                   | Hugh Coles                                              | Nomination |
| 2022  | Laurence Olivier Awards | Best Set Design                                                   | Tim Hatley et Finn Ross                                 | Nomination |
| 2022  | Laurence Olivier Awards | Best Lighting Design                                              | Tim Lutkin                                              | Nomination |
| 2022  | Laurence Olivier Awards | Best Sound Design                                                 | Gareth Owen                                             | Nomination |
| 2022  | WhatsOnStage Award      | Best New Musical                                                  | Best New Musical                                        | Lauréat    |
| 2022  | WhatsOnStage Award      | Best Performer in a Male Identifying Role in a Musical            | Roger Bart                                              | Nomination |
| 2022  | WhatsOnStage Award      | Best Performer in a Male Identifying Role in a Musical            | Olly Dobson                                             | Nomination |
| 2022  | WhatsOnStage Award      | Best Supporting Performer in a Male Identifying Role in a Musical | Hugh Coles                                              | Lauréat    |
| 2022  | WhatsOnStage Award      | Best Supporting Performer in a Male Identifying Role in a Musical | Cedric Neal                                             | Nomination |
| 2022  | WhatsOnStage Award      | Best Set Design                                                   | Tim Hatley                                              | Nomination |
| 2022  | WhatsOnStage Award      | Best Lighting Design                                              | Tim Lutkin                                              | Lauréat    |
| 2022  | WhatsOnStage Award      | Best Sound Design                                                 | Gareth Owen                                             | Lauréat    |
| 2022  | WhatsOnStage Award      | Best Video Design                                                 | Finn Ross                                               | Nomination |